# Dąbrowniki
Dąbrowniki (biał. Дуброўнікі; ros. Дубровники) – wieś na Białorusi, w obwodzie grodzieńskim, w rejonie wołkowyskim, w sielsowiecie Podorosk.
W dwudziestoleciu międzywojennym leżały w Polsce, w województwie białostockim, w powiecie wołkowyskim, w gminie Izabelin.